# Just For You
《Just For You》，香港歌手羅文加盟香港世紀唱片後（黎小田所創立）的首張音樂專輯，於1989年推出，由黎小田監製。

## 背景
羅文與黎小田此前皆隸屬於華星唱片，但後者從沒為羅文擔任過專輯監製。《Just For You》一改羅文的舊路線，以情歌為主；並按黎小田的要求，不再追求音準、咬字等方面的完美；而且為免影響情緒表達，他由以往一日錄幾首的習慣改為一日一首。

## 反響
《Top純音樂雜誌》的樂評人馮禮慈認為配合曲風，羅文的唱腔變得自然和輕鬆；歌詞則罕有地流露羅文「平凡」、「坦誠」、「脆弱」等感性的一面。製作成員趙文海和專欄作家劉存孝多年後回憶羅文時亦持類似的評論，稱他在這張專輯的表現異於早年「字正腔圓」、「肺霸」的唱風。
主打歌〈留給這世上我最愛的人〉流行成績最佳，曾擠身1989年勁歌金曲第四季季選和登上中文歌曲龍虎榜一周冠軍。歌曲內容是男方移情別戀而分手時對前任的安慰話語。填詞人鄭國江曾評說這是著力於非情歌的羅文唯一成功（原語：「掂」）的情歌。至羅文逝世後，傳媒多引用歌名和副歌的歌詞愐懷其人，使之變成一首悼歌
。
另兩首派台歌〈Just For You〉和〈朋友你好嗎〉都是1990年勁歌金曲第一季季選的候選曲。前者帶爵士風格，是溫馨的愛情獨白；後者則與香港其時的移民潮有關。

## 曲目
| 曲序 | 曲目                 |        | 作曲                     | 编曲   | 备注                                         | 时长 |
| ---- | -------------------- | ------ | ------------------------ | ------ | -------------------------------------------- | ---- |
| 1.   | 天地有誰             | 林夕   | 河光焄                   | 趙增熹 | 改編自卞真燮的《홀로 된다는 것》             | 5:44 |
| 2.   | Just For You         | 陳少琪 | Mark Davis（馬飼野康二） | 杜自持 | 改編自近藤真彥的同名曲                       | 3:40 |
| 3.   | 說謊的女人           | 潘偉源 | 黎小田                   | 黎小田 |                                              | 3:47 |
| 4.   | 每每有你             | 楊繼興 | 顧嘉煇                   | 顧嘉煇 |                                              | 3:50 |
| 5.   | 別講空話             | 林振強 | 小蟲                     | 杜自持 | 改編自文章的《望天》                         | 4:47 |
| 6.   | 留給這世上我最愛的人 | 陳少琪 | 小蟲                     | 梁偉基 | 改編自潘越雲的《我是不是你最疼愛的人》       | 4:07 |
| 7.   | 我也是過路人         | 周禮茂 | 李健達                   | 王利名 |                                              | 3:57 |
| 8.   | 朋友，你好嗎？       | 林振強 | 谷村新司                 | 黎學斌 | 改編自谷村新司和森山良子的《男と女に戻る時》 | 4:35 |
| 9.   | 狂熱                 | 陳少琪 | 黎小田                   | 黎小田 |                                              | 3:02 |
| 10.  | 隨時再見             | 潘源良 | 趙文海                   | 趙文海 |                                              | 4:20 |

## 音樂錄影帶
- 留給這世上我最愛的人（與陳玉蓮共演[14]）
- 朋友，你好嗎？